# Захисник (фільм, 2004)
Захисник (англ. The Defender) — американський бойовик 2004 року.

## Сюжет
Роберта Джонс, радник президента США з національної безпеки, відправляється в Європу на таємні переговори з терористом Джамарою. У цій поїздці Роберту супроводжує охоронець Ленс Рокфорд, який не ставить зайвих запитань. Але зустріч раптово переривається через збройний напад, а Джонс і Джамар зникають. Ленс і його команда розуміють, що їх використовують в небезпечній грі і від успіху таємної місії залежить не тільки їхнє життя, але й майбутнє всього світу.

## У ролях
| Актор               | Роль          |
| ------------------- | ------------- |
| Дольф Лундгрен      | Ленс Рокфорд  |
| Джеррі Спрінгер     | президент США |
| Шакара Ледард       | Кей           |
| Томас Локйер        | Стівенсон     |
| Керолайн Лі-Джонсон | місіс Джонс   |
| Джеральд Кід        | Морган        |
| Йен Портер          | Ньюелл        |
| Говард Ентоні       | Паркер        |
| Джеффрі Бертон      | Джамар        |
| Іддо Голдберг       | Scripts       |
| Джеймс Чалк         | Лі            |
| Лі Зіммерман        | репортер      |
| Стівен Елдер        | технік 1      |
| Раду Флореску       | помічник      |
| Овідіу Никулеску    | офіцер        |
| Крістіна Теодореску | медсестра     |
| Флорін Роата        | головоріз     |